# Bishop's Palace (Wells)
Bishop's Palace og det tilhørende Bishops House ved Wells er bolig for biskoppen bispesædet Bath and Wells i 800 år. Den ligger i Somerset ved siden af Wells Cathedral. Det er en lsited building af første grad.
Paladset blev opført omkring 1210 af biskopperne Jocelin af Wells og Reginald Fitz Jocelin. Kapellet og storsalen blev tilføjet af biskop Robert Burnell mellem 1275 og 1292. Murene, portbygningen og voldgraven blev tilføjet i 1300-tallet af biskop Ralph af Shrewsbury. Bishops House blev tilføjet i 1400-tallet af biskop Thomas Beckington. Storsalen forfaldt og blev delvist nedrevet omkring 1830.
Dele af bygningerne bliver stadig brugt af den siddende biskop, men en stor del af paladset er åbent for offentligheden.